# Kota Panton Labu
Kota Panton Labu is een bestuurslaag in het regentschap Aceh Utara van de provincie Atjeh, Indonesië. Kota Panton Labu telt 2228 inwoners (volkstelling 2010).